# Апачи Хадуп
Апачи Хадуп (енгл. Apache Hadoop) је пројекат отвореног кода, који подржава дистрибуирано програмирање и управљање са великим подацима, под лиценцом Фондације „Апачи софтвер“. Подржава покретање великих апликација, који се налазе у кластеру, групи сервера, који су синхронизовани. Хадуп је настао из Гугловог пројекта "MapReduce".